# Place de la Bourse (Rotterdam)
Pour les articles homonymes, voir Place de la Bourse.
La place de la Bourse (en néerlandais : Beursplein) est une place piétonne de Rotterdam aux Pays-Bas.

## Situation et accès
La place est située entre le Coolsingel et la rue Haute (Hoogstraat) dans le centre-ville.
Ce site est desservi par la station de métro Bourse.

## Origine du nom
La place doit son nom à la bourse du centre de commerce mondial.

## Historique
En 1991, la place a subi une métamorphose, les grands magasins d'après-guerre sur le côté sud de la place ont complètement été remplacés par de nouveaux bâtiments et une partie de la place a été excavée pour créer en 1996 la traverse de la Bourse (ou Beurstraverse).
Depuis la reconstruction de Rotterdam la place de la Bourse est devenue un centre important. Sur la place se situent par exemple les magasins C&A, HEMA, H&M et V&D.